# Дюпюи де Лом, Анри
Станислас-Анри-Лоран Дюпюи де Лом (фр. Stanislas-Henri-Laurent Dupuy de Lôme; 15 октября 1816 — 1 февраля 1885, Париж, Франция) — французский политик и кораблестроитель. 
Выпускник парижской Политехнической школы. Конструировал военные корабли, корабельные паровые двигатели, управляемые аэростаты, участвовал в разработке подводной лодки Жимнот (фр. Gymnote).
В 1859 году на воду был спущен построенный по его проекту первый в мире броненосец для плавания в открытом море — La Gloire. Им же разработаны двухдечные броненосцы типа «Мажента».
В 1890 году в честь Дюпюи де Лома был назван броненосный крейсер, а позже разведывательное судно.